# Jomsviking (album)
Jomsviking is het tiende studioalbum van de Zweedse melodic death metalband Amon Amarth. Het werd geproduceerd door Andy Sneap en is uitgebracht op 25 maart 2016 door Metal Blade Records en Sony Music.
Jomsviking is het eerste conceptalbum van de band.

## Tracklijst
Alle muziek en teksten zijn geschreven door Amon Amarth. 
| 1.                 | First Kill                                          | 4:21 |
| 2.                 | Wanderer                                            | 4:42 |
| 3.                 | On a Sea of Blood                                   | 4:04 |
| 4.                 | One Against All                                     | 3:37 |
| 5.                 | Raise Your Horns                                    | 4:23 |
| 6.                 | The Way of Vikings                                  | 5:11 |
| 7.                 | At Dawn's First Light                               | 3:50 |
| 8.                 | One Thousand Burning Arrows                         | 5:49 |
| 9.                 | Vengeance Is My Name (digibook edition bonus track) | 4:41 |
| 10.                | A Dream That Cannot Be (featuring Doro Pesch)       | 4:22 |
| 11.                | Back on Northern Shores                             | 7:08 |
| Totale duur: 52:08 |                                                     |      |

| 12.                | Death in Fire 2016   | 4:55 |
| 13.                | Death in Fire (live) | 5:05 |
| Totale duur: 62:08 |                      |      |

## Ontvangst
| Recensies       | Recensies |
| Publicatie      | Score     |
| --------------- | --------- |
| Exclaim!        | 7/10      |
| Sputnikmusic    | 4/5       |
| Metal Injection | 9/10      |

Exclaim!-recensent Renee Trotier schreef: "sommige langdurige fans vinden misschien de meer traditionele melodic death metal raar maar het past wel goed bij het verhaal en de natuurlijke verandering van Amon Amarths goed gekende stijl."

## Medewerkers

### Amon Amarth
- Johan Hegg − tekst
- Olavi Mikkonen − leadgitaar
- Johan Söderberg − slaggitaar
- Ted Lundström − bass

### Sessie-muzikanten
- Tobias Gustafsson − drums
- Andy Sneap – productie, opname, mixen

### Gastmuzikant
- Doro Pesch - zang op "A Dream That Cannot Be"

### Grafisch ontwerp
- Tom Thiel − coverontwerp
- Thomas Ewerhard − layout
- Niclas Mortensen – aanvullend grafisch
- John Lorenzi – aanvullend grafisch
- Sam Didier – aanvullend grafisch
- Christian Sloan Hall – aanvullend grafisch
- Adi Kalingga – aanvullend grafisch
- Thomas Ewerhard – aanvullend grafisch
- Garip Jensen − foto's, digitale bewerkingen
- Backstage Productie, Derbyshire – opnames, mixen

- MusicBrainz release group: f0607e1d-c2e1-41a4-b69b-f3fc396a5e67